# Home of the Brave (film, 1986)
Pour les articles homonymes, voir Home of the Brave.
Pour plus de détails, voir Fiche technique et Distribution.
Home of the Brave: A Film by Laurie Anderson est un film américain réalisé par Laurie Anderson, sorti en 1986.

## Synopsis
Home of the Brave est un film musical qui reprend des extraits de l'album d'Anderson Mister Heartbreak, de son spectacle multimedia United States Live, et des morceaux originaux. Une partie du film a été enregistrée lors de concerts.

## Fiche technique
- Titre : Home of the Brave: A Film by Laurie Anderson
- Réalisation : Laurie Anderson
- Production : Paula Mazur
- Musique : Laurie Anderson et Peter Gabriel
- Photographie : John Lindley
- Pays de production : États-Unis, Canada
- Format : Couleurs - 35 mm
- Genre : Film de concert
- Durée : 90 minutes
- Date de sortie : juin 1986

## Distribution

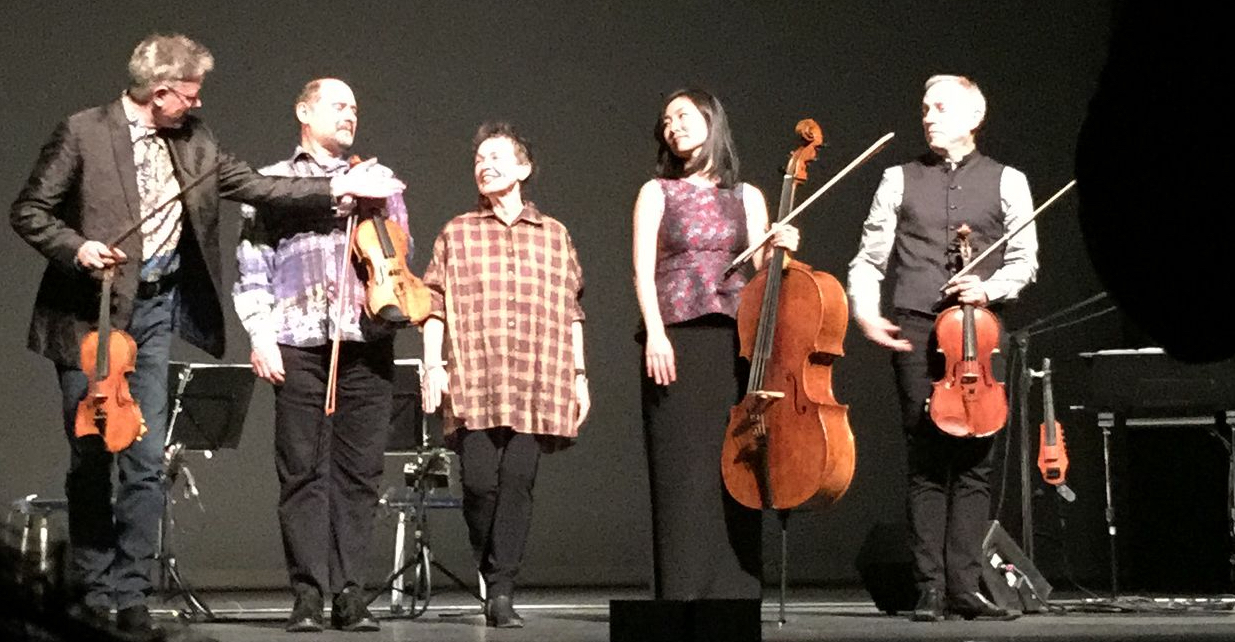
Laurie Anderson au milieu du Kronos Quartet à Chicago après avoir joué LANDFALL au Harris Theater for the Arts.

- Laurie Anderson
- Adrian Belew
- William S. Burroughs
- David Van Tieghem
- Joy Askew
- Won-sang Park

## Musiques du film
- Les titres suivants sont interprétés par Laurie Anderson :

1. Good Evening (instrumental)
2. Zero and One (parlé)
3. Excellent Birds
4. Old Hat (parlé)
5. Drum Dance (instrumental)
6. Smoke Rings
7. Late Show (instrumental avec un sample vocal de William S. Burroughs)
8. White Lily (parlé)
9. Sharkey's Day
10. How to Write (instrumental avec un texte introductif dit par Won-sang Park)
11. Kokok
12. Radar (instrumental avec des vocaux d'Anderson)
13. Gravity's Angel
14. Langue D'Amour
15. Talk Normal
16. Difficult Listening Hour (parlé)
17. Language is a Virus
18. Sharkey's Night
19. Credit Racket (instrumental)

- Seuls Late Show, White Lily, Radar, Sharkey's Night et Credit Racket figurent sur l'album dans la même version que dans le film. Des versions studio de Smoke Rings, Language is a Virus et Talk Normal figurent sur l'album. Il n'existe pas de version audio distribuée des autres titres du film.